# Myelochroa siamea
Myelochroa siamea är en lavart som beskrevs av Kurok. Myelochroa siamea ingår i släktet Myelochroa och familjen Parmeliaceae.   Inga underarter finns listade i Catalogue of Life.